# ARFU Asian Rugby Championship 1970
L'Asian Rugby Championship 1970 (in inglese 1970 ARFU Asian Rugby Championship) fu il 2º campionato asiatico di rugby a 15 organizzato dall'ARFU, organismo continentale di governo della disciplina.
Si tenne in Thailandia dal 9 al 18 gennaio 1970 e, rispetto all'edizione inaugurale del 1969, fu allargato a sette squadre nazionali, grazie all'arrivo di Ceylon, Malaysia e Singapore che compensarono l'assenza di Taiwan, presente l'anno prima.
Nel primo girone, da quattro squadre, figuravano la Thailandia nazionale di casa e Hong Kong, mentre il secondo girone vedeva la contemporanea presenza delle prime due classificate del 1969, il Giappone campione uscente e la Corea del Sud seconda; al termine della fase a gironi le vincitrici si incontrarono nella finale per il titolo, mentre le seconde classificate disputarono la finale per il terzo posto.
A vincere i rispettivi gironi furono Giappone e Thailandia.
Nella finale, tenutasi allo Stadio Nazionale di Bangkok, il Giappone sconfisse 42-11 i thailandesi e si confermò campione asiatico, mentre nella gara valida per il terzo posto Hong Kong batté Singapore 9-6.

## Squadre partecipanti
| Girone A   | Girone B      |
| ---------- | ------------- |
| Ceylon     | Corea del Sud |
| Hong Kong  | Giappone      |
| Malaysia   | Singapore     |
| Thailandia |               |

## Fase a gironi

### Girone A
| Data            | Incontro               | Risultato | Sede    |
| --------------- | ---------------------- | --------- | ------- |
| 10 gennaio 1970 | Hong Kong — Malaysia   | 22-14     | Bangkok |
| 10 gennaio 1970 | Thailandia — Ceylon    | 18-18     | Bangkok |
| 12 gennaio 1970 | Hong Kong — Ceylon     | 21-6      | Bangkok |
| 12 gennaio 1970 | Malaysia — Thailandia  | 6-26      | Bangkok |
| 14 gennaio 1970 | Malaysia — Ceylon      | 3-24      | Bangkok |
| 14 gennaio 1970 | Thailandia — Hong Kong | 12-6      | Bangkok |

|    | Squadra    | G | V | N | P | P+ | P- | P±  | PT |
| -- | ---------- | - | - | - | - | -- | -- | --- | -- |
| A1 | Thailandia | 3 | 2 | 1 | 0 | 56 | 30 | +26 | 5  |
| A2 | Hong Kong  | 3 | 2 | 0 | 1 | 49 | 32 | +17 | 4  |
|    | Ceylon     | 3 | 1 | 1 | 1 | 48 | 42 | +6  | 3  |
|    | Malaysia   | 3 | 0 | 0 | 3 | 23 | 72 | -49 | 0  |

### Girone B
| Data            | Incontro                    | Risultato | Sede    |
| --------------- | --------------------------- | --------- | ------- |
| 11 gennaio 1970 | Giappone XV — Singapore     | 46-17     | Bangkok |
| 13 gennaio 1970 | Corea del Sud — Giappone XV | 9-23      | Bangkok |
| 15 gennaio 1970 | Singapore — Corea del Sud   | 37-11     | Bangkok |

|    | Squadra       | G | V | N | P | P+ | P- | P±   | PT |
| -- | ------------- | - | - | - | - | -- | -- | ---- | -- |
| B1 | Giappone      | 2 | 2 | 0 | 0 | 69 | 26 | +43  | 4  |
| B2 | Singapore     | 2 | 1 | 0 | 1 | 54 | 57 | - 3  | 2  |
|    | Corea del Sud | 2 | 0 | 0 | 2 | 20 | 60 | - 40 | 0  |

## Finale
| Arbitro: | Anata Boonsupa |

|                 |      |                                                               |
| Jettanakorn 46’ | mt   | 23’, 34’ Mizutani 30’ Mantani 50’, 68’, 74’ T. Ito 61’ Sakata |
| Apirak 46’      | tr   | 23’, 34’, 50’, 61’, 68’, 74’ Yamaguchi                        |
| Apirak 27’, 74’ | c.p. | 2’, 9’, 14’ Yamaguchi                                         |